# پائول نمنی
پائول نمنی (آلمانی: Paul Nemenyi؛ زاده ۵ ژوئن ۱۸۹۵ درگذشته ۱ مارس ۱۹۵۲) یک فیزیک‌دان اهل ایالات متحده آمریکا-مجارستان بود.